# Herlander Ribeiro
Herlander Ribeiro (Lisboa, 30 de mayo de 1943–22 de agosto de 2023) fue un nadador portugués de estilo libre que participó en los Juegos Olímpicos.

## Carrera
Tuvo su primera aparición en los Juegos Olímpicos en la edición de Roma 1960 donde participó en la prueba de 100 metros estilo libre en la que participó en el primer hit donde terminó en quinto lugar y no clasificó a la siguiente ronda, finalizando en el lugar 37 entre 52 participantes.
Cuatro años después participaría nuevamente en la misma prueba, donde en esta ocasión participó en el hit 3, finalizando en sexto lugar y no clasificó a la siguiente ronda, finalizando en el puesto 57 entre 66 participantes.